# Nagybarca
Nagybarca is een plaats (község) en gemeente in het Hongaarse comitaat Borsod-Abaúj-Zemplén. Nagybarca telt 979 inwoners (2001).